# Lugarski Breg
Lugarski Breg – wieś w Chorwacji, w żupanii zagrzebskiej, w gminie Dubravica. W 2011 roku liczyła 82 mieszkańców.